# Ferrier & Soulier

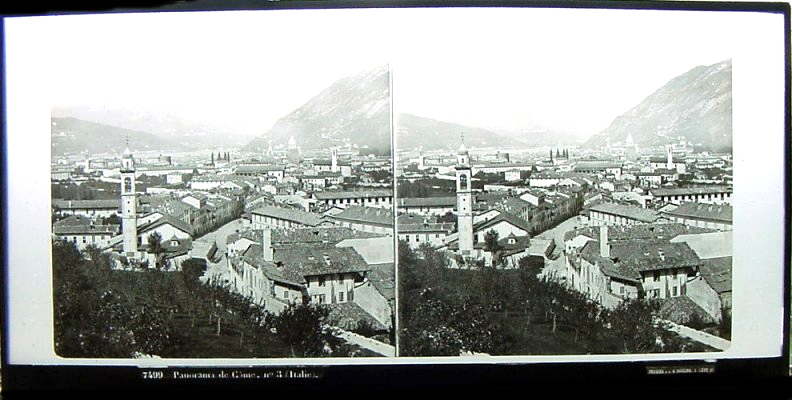
Stereofotografie italského města Como, Claude-Marie Ferrier a Charles Soulier, asi 1870

Ferrier & Soulier byla fotografická společnost se sídlem v Paříži, kterou provozovali Claude-Marie Ferrier (1811 Lyon - 1889) a Charles Soulier (1816–1886).

## Historie
Claude-Marie Ferrier byl francouzský reportážní fotograf. V roce 1856 způsobily přívalové deště velké škody v nízko položených oblastech v celé Francii a Ferriera francouzská vláda vyslala, aby dokumentoval účinky povodně na Loiře. Do Paříže se vrátil se stereoskopickými fotografiemi katastrofických scén. Doprovázel jako fotograf císaře Napoleona III. v době jeho tažení do Itálie v roce 1859.
Compagnie des Arts Photomécaniques (CAP) byla francouzská fotografická společnost se sídlem v Paříži, která vznikla v roce 1932 spojením tří významných společností 19. století: Ferrier & Soulier, Levy & Fils a Neurdein.

## Galerie

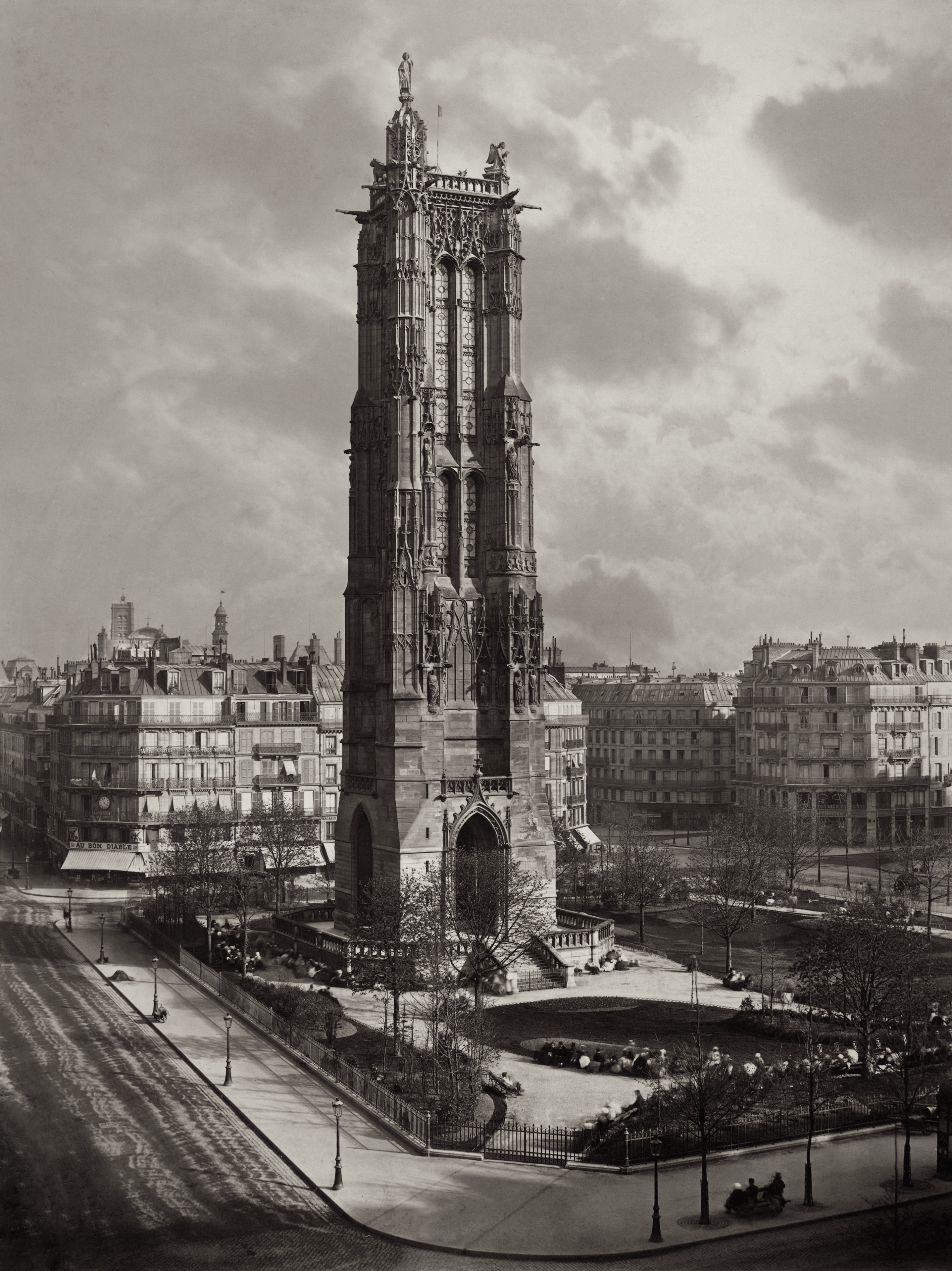
Soulier: Věž Saint-Jacques, Paříž, 1876
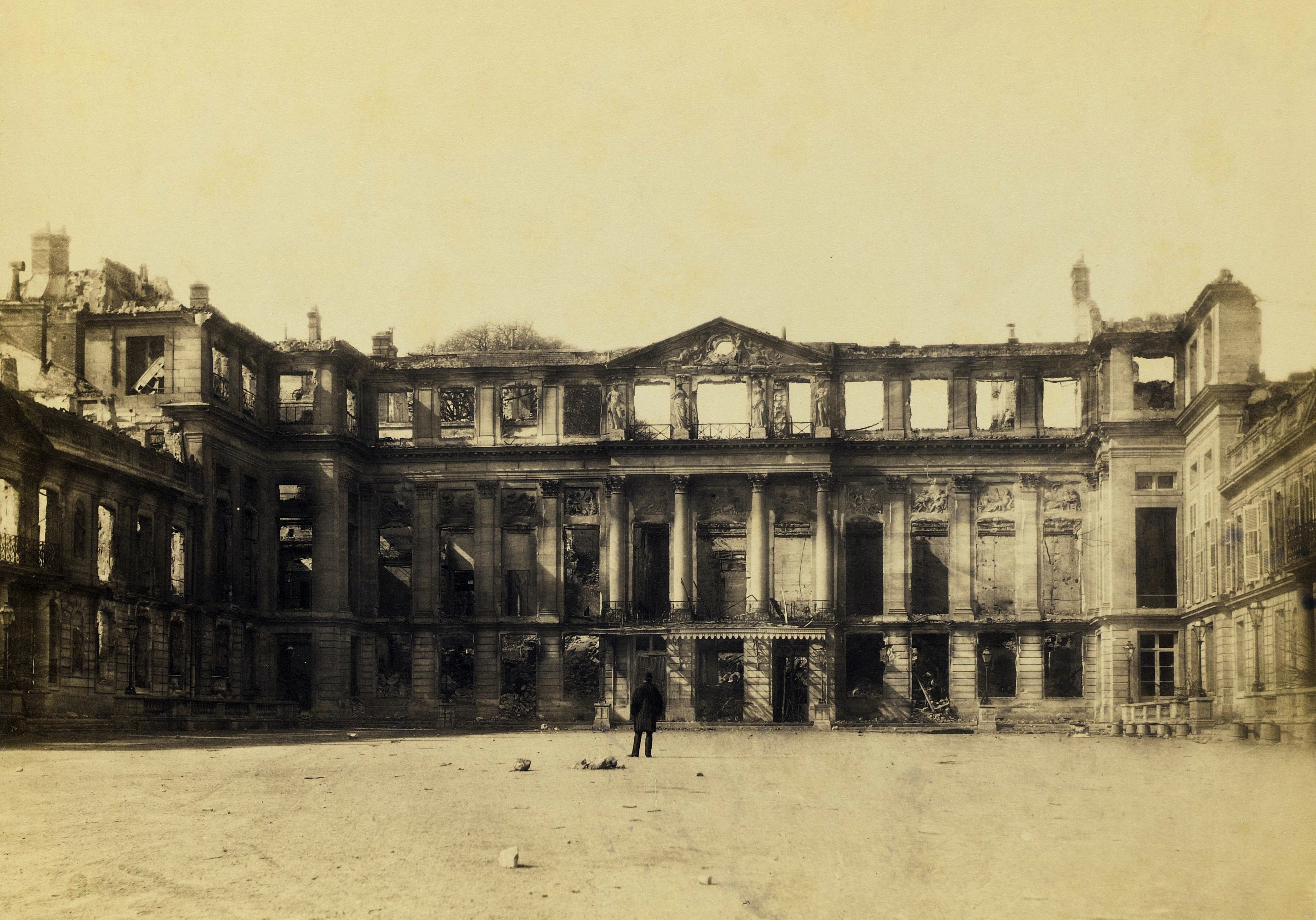
Soulier: Zámek Saint-Cloud po roce 1870
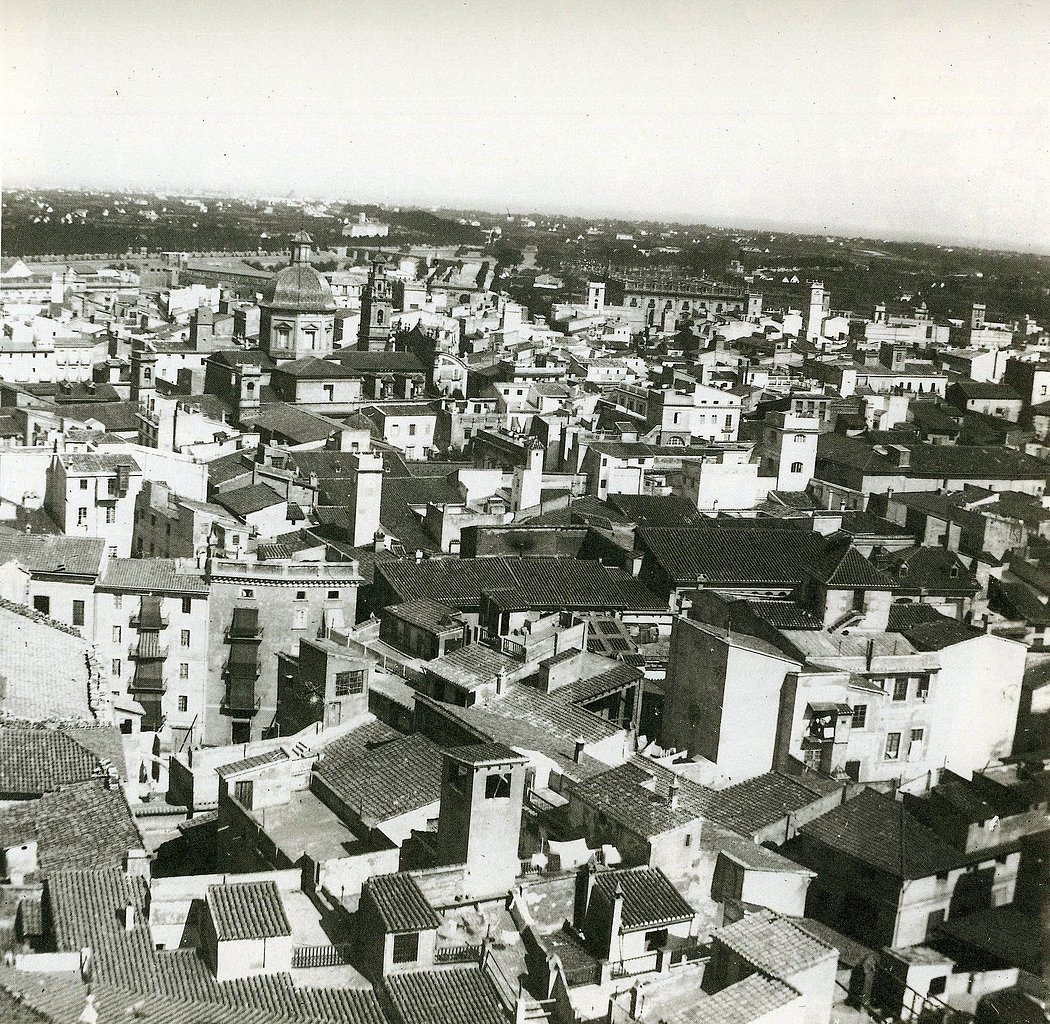
Ferrier & Soulier: Valenci, 1861
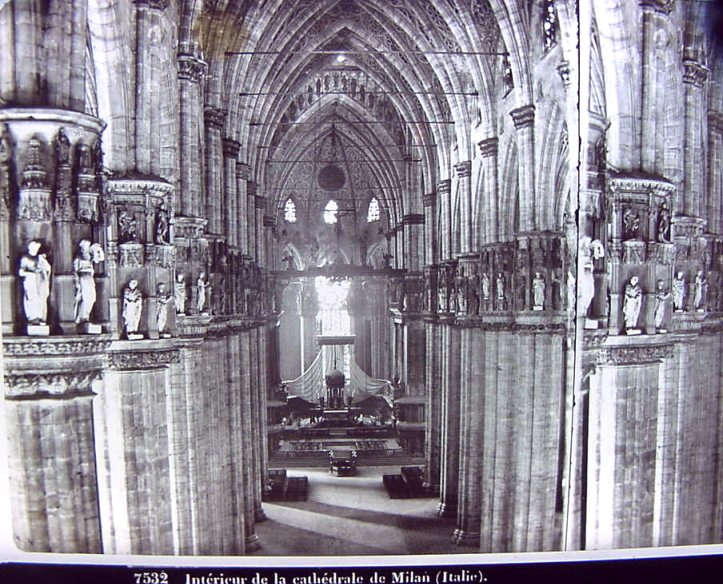
Ferrier & Soulier: Milánská katedrála, interiér, polovina stereofotografie, asi 1870-1880
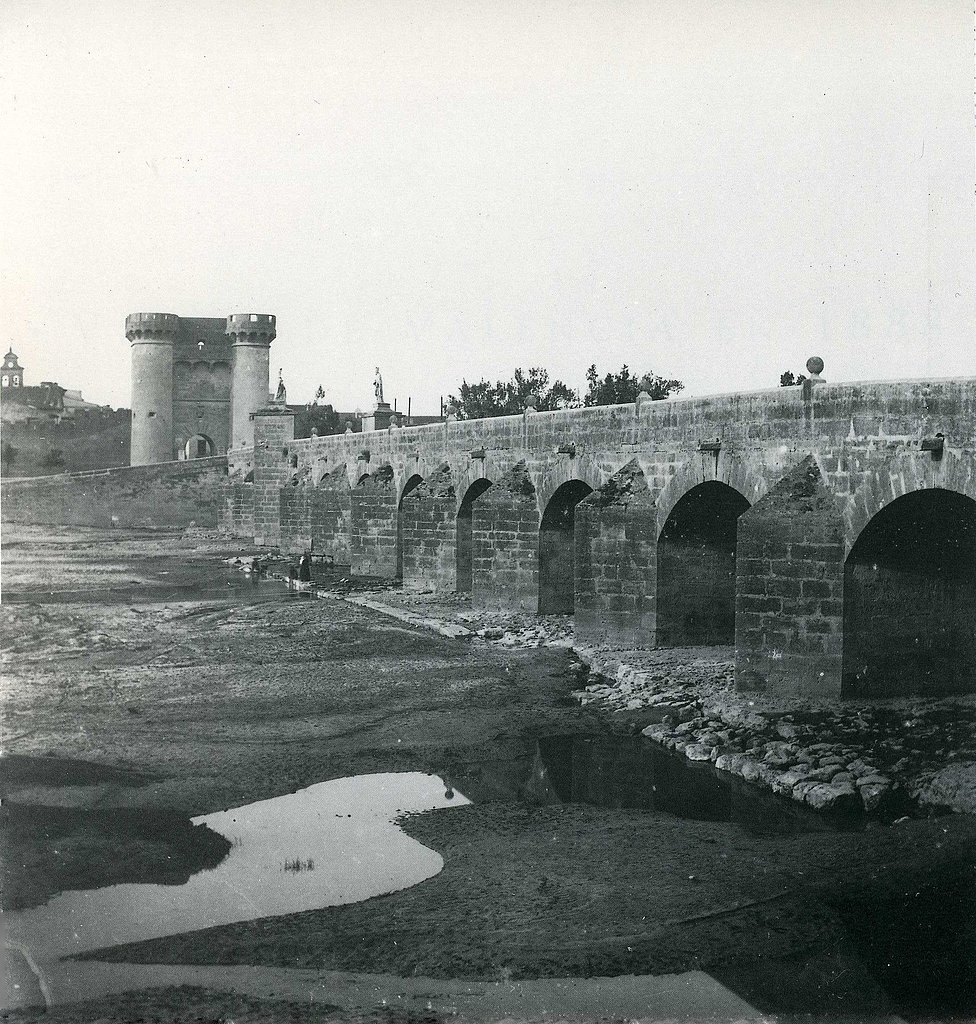
Ferrier & Soulier: Most svatého Josefa, Valencie, asi 1860-1870
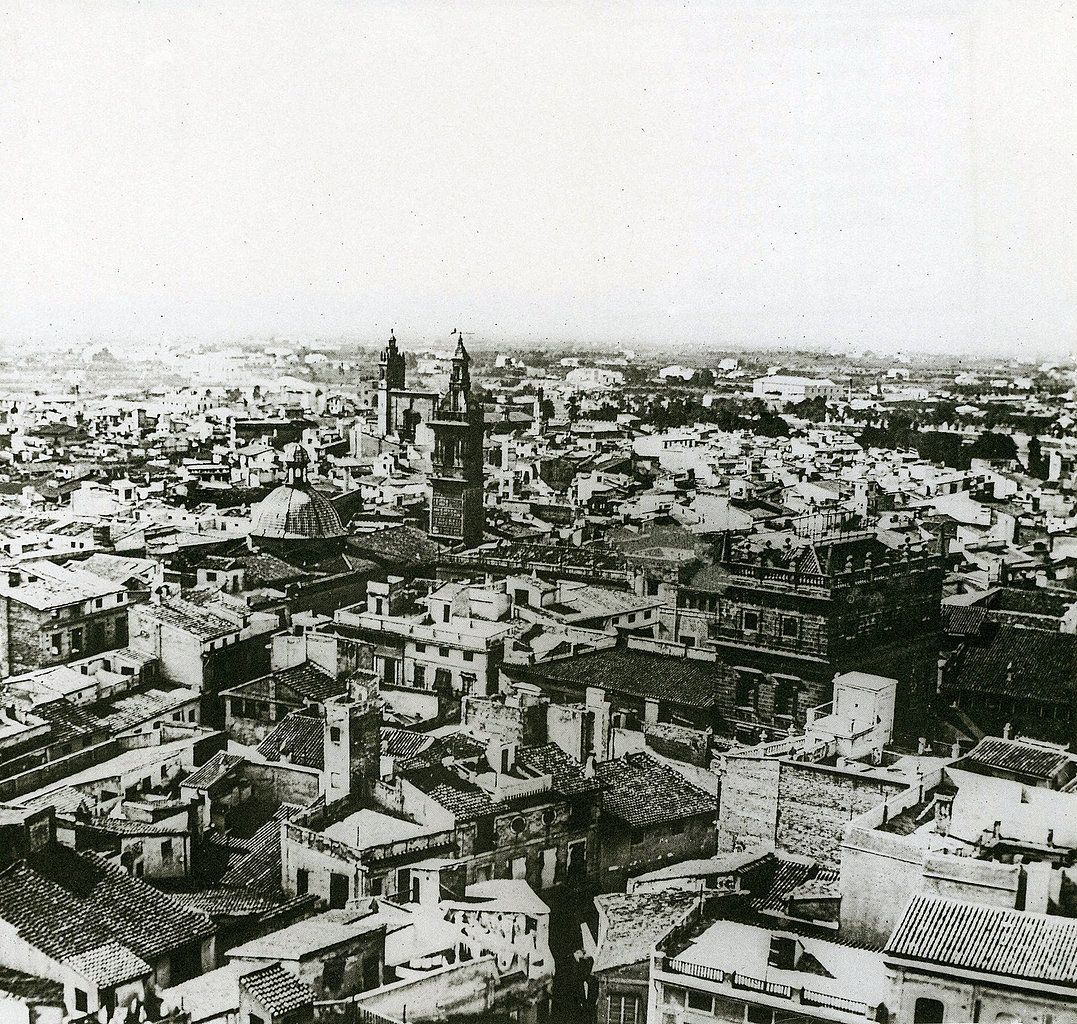
Ferrier & Soulier: Valencie, 1860-1870
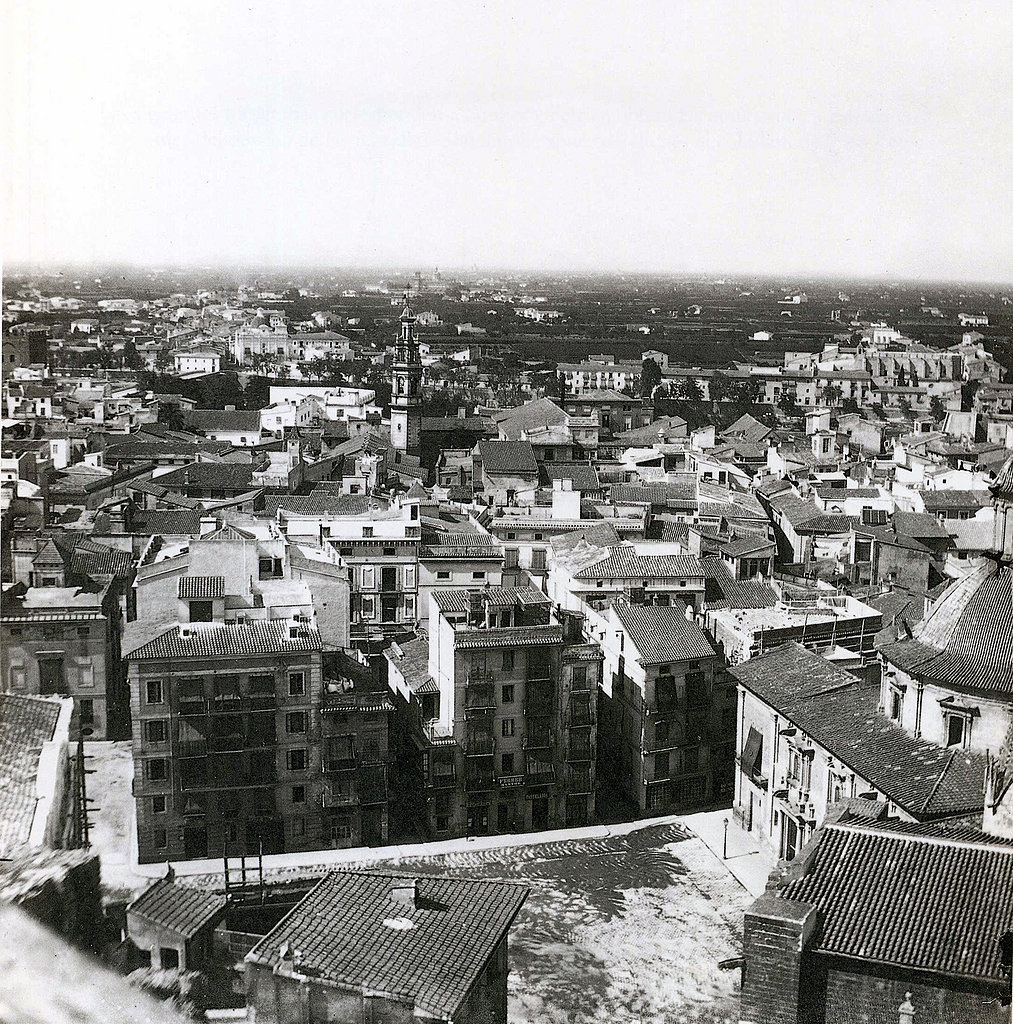
Ferrier & Soulier: Valencie, 1860-1870